# Natur- und Tierpark Brüggen
Koordinaten: 51° 15′ 39″ N, 6° 11′ 1,7″ O
Der Natur- und Tierpark Brüggen ist ein Zoo mit umfangreichem Spiel- und Freizeitbereich im nordrhein-westfälischen Brüggen. Er liegt rund zwei Kilometer nördlich des Ortszentrums, westlich der Bundesstraße 221, etwa vier Kilometer von der niederländischen Grenze entfernt. Sein Tierbestand, der sich zu ungefähr gleichen Teilen aus Säugetieren, Vögeln und diversen Schlangen zusammensetzt, umfasst etwa 50 Arten.

## Geschichte
Wilhelm Kerren, Inhaber einer Maschinenfabrik, eröffnete den Park, damals Gehege für Damwild und Ponys, am 1. Mai 1958. Nach dem Verkauf seiner Fabrik Kerma baute er den Tierpark aus und stattete ihn insbesondere mit phantasievollen Spielgeräten aus, die er in seiner Schlosserei herstellte. Er starb 1979. Der Tierpark blieb ein Familienbetrieb, seit 2008 führen ihn Wilhelm Kerrens Enkel Stephan Kerren und dessen Frau Helga Kerren.
2011 eröffnete im Natur- und Tierpark in einem umgebauten ehemaligen Wohnhaus ein Schlangenhaus. Es entstand auf Initiative des Düsseldorfer Berufsfeuerwehrmanns Michael Harzbecker. Das Gebäude dient als Auffangstation für – oftmals giftige – Schlangen, die von der Feuerwehr eingefangen werden, sowie als Schulungsort für den Umgang mit Schlangen.
2018 wurde die Haltung von Kragenbären auf beengten Verhältnissen aufgegeben. Die letzte verbliebene Bärin Antonella wurde in den Alternativen Wolf- und Bärenpark Schwarzwald gebracht, wo sie unter dem Namen Chadna noch vier Monate lebte. Die Anlage in Brüggen wurde anschließend für Korsaks adaptiert.
Abgegeben wurde 2019 auch das letzte Zebra. Das Logo des Zoos zeigt seither statt der beiden Zebras drei Erdmännchen.

## Tierbestand
Der Natur- und Tierpark Brüggen betont in seinen Veröffentlichungen, Tiere aus fünf Kontinenten zu halten. Zu finden sind unter anderem Emus und Bennett-Kängurus (Australien), Axishirsche, Hirschziegenantilopen und Trampeltiere (Asien), Erdmännchen, Watussirinder und Dahomey-Zwergrinder (Afrika) und Guanakos, Große Maras, Nandus, Totenkopfäffchen und Blaustirnamazonen (Südamerika). Für den Kontinent Europa stehen diverse Haustierformen etwa von Schafen (Heidschnucke) oder Gänsen (Hausgans). Das Schlangenhaus beherbergt rund 15 Arten von Schlangen.

## Freizeitbereich
Im östlichen Bereich des Parks befindet sich ein Spielplatz mit diversen Kletter- und Spielgeräten, einer Einschienenbahn und einer elektrischen Pferdereitbahn. Im zentralen Parkbereich gibt es einen Minigolfplatz.

## Öffentliche Wahrnehmung
Bei einem nicht unumstrittenen Ranking von 158 zoologischen Einrichtungen in Deutschland, das ausschließlich auf dem Durchschnittswert der Google-Rezensionen beruht, belegte der Natur- und Tierpark Brüggen im Jahr 2019 den 154. Platz.